# Rallye Frankreich 2011

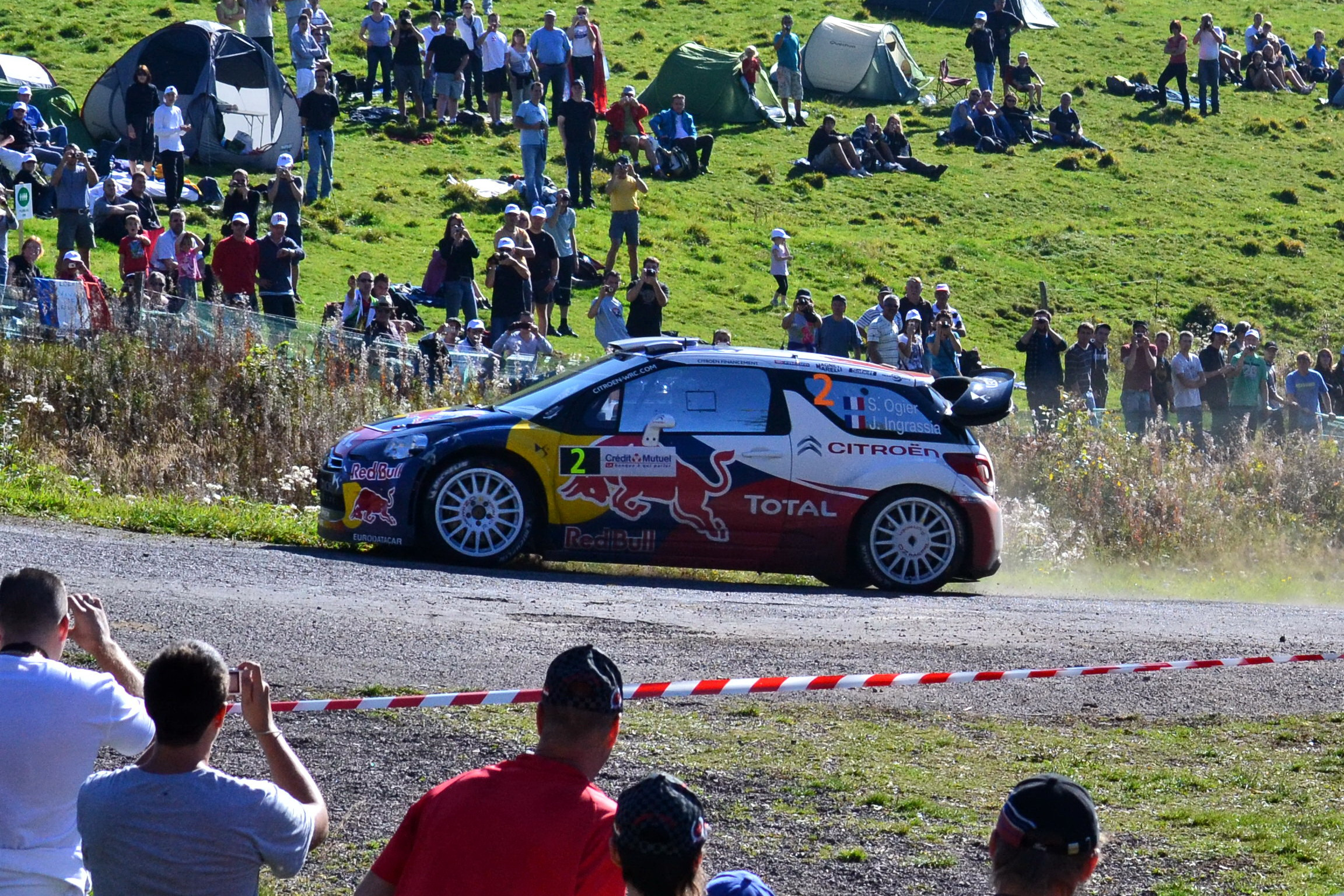
Sébastien Ogier und Julien Ingrassia im Citroën DS3 WRC

Die 2. Rallye Frankreich (offiziell Rallye de France – Alsace) war der 11. Lauf zur Rallye-Weltmeisterschaft 2011 sowie ein Lauf zur Super 2000 World Rally Championship 2011 und zur WRC Academy 2011. Sie wurde vom 30. September bis 2. Oktober in der Umgebung von Straßburg im Elsass gefahren.

## Hintergrund
Die Ford-Werksfahrzeuge von Mikko Hirvonen, Jari-Matti Latvala und Khalid Al-Qassimi trugen bei der Rallye Frankreich eine spezielle mattschwarze Lackierung mit weißen Schriftzügen.
Die Organisatoren der Rallye hatten an den Innenseiten vieler Kurven umstrittene Metallpfosten aufgestellt, die das zeitsparende Kurvenschneiden verhindern sollten. Dadurch waren die Fahrer und Beifahrer gezwungen, ihren Aufschrieb aus dem Vorjahr anzupassen. Ein solcher Metallpfosten wurde Sébastien Ogier bei der Erkundungsfahrt zum Verhängnis, als er daran den Kühler seines Trainingsfahrzeugs beschädigte. Im Wettkampf waren dann einige Metallstangen beschädigt oder verschwunden und machten somit den angepassten Aufschrieb teilweise nutzlos.
Im Feld der WRC waren 64 Fahrer zur Rallye Frankreich gemeldet. Unter den Teilnehmern befand sich auch Tourenwagen-Weltmeister Yvan Muller.
Im Anschluss an das Feld der WRC starteten die Teilnehmer der zur französischen Rallye-Meisterschaft zählenden Rallye de France Alsace – Grand National auf die gleichen Wertungsprüfungen. Jedoch wurde im Gegensatz zur WRC jede Wertungsprüfung nur ein Mal abgefahren. Da es sich dabei offiziell um eine eigenständige Veranstaltung handelte, galt nicht das Reglement der WRC. Deshalb waren weiterhin World Rally Cars der Generation bis 2010 zugelassen, von denen schließlich auch sechs starteten.
Vor dem Start der Rallye hatte der amtierende Weltmeister und Citroën-Werksfahrer Sébastien Loeb mit 196 Punkten die beste Ausgangsposition im Kampf um die Weltmeisterschaft. Während Mikko Hirvonen als bestplatzierter Ford-Pilot 15 Punkte zurücklag, hatte Loebs Teamkollege Sébastien Ogier einen Rückstand von 29 Punkten auf die Tabellenspitze.
Bei der Rallye Frankreich 2011 wurde ein Pilotprojekt gestartet. Zum ersten Mal konnten Wertungsprüfungen im kostenlosen Livestream auf der Website der WRC live mitverfolgt werden. Die auf die ersten zwei Tage der Veranstaltung verteilte Übertragungsdauer betrug insgesamt 14 Stunden.

## Berichte

### 1. Tag (Freitag, 30. September)
Sébastien Loeb ging zu Beginn der Rallye in Führung. Vor dem Start der dritten Wertungsprüfung ereignete sich ein ungewöhnlicher Zwischenfall. Beim Aufwärmen der Reifen fuhr Kimi Räikkönen auf den vor ihm fahrenden Henning Solberg auf. Räikkönen beschädigte dabei eine Radaufhängung an seinem Fahrzeug, kam von der Straße ab und landete in einem Graben. Räikkönen konnte die Rallye anschließend nicht mehr fortsetzen. Auch der bisher führende Loeb musste auf der dritten Wertungsprüfung (WP3) aufgeben, nachdem sein Citroën auf der Strecke mit Motorschaden liegengeblieben war. Eine fehlerhafte Montage des Triebwerks hatte den Ausfall der Ölpumpe verursacht. Loeb verzichtete auf einen unter SupeRally-Regularien möglichen Start am folgenden Tag, um bei der Rallye Katalonien 2011 einen neuen Motor verwenden zu dürfen. Ebenso verloren die Ford-Werkspiloten auf dieser Prüfung ihre Chancen auf den Sieg: wegen Fahrfehlern hatte Mikko Hirvonen sich knapp eine und Jari-Matti Latvala bereits knapp eineinhalb Minuten Rückstand eingefangen. Neuer Führender nach SS3 war Loebs Teamkollege Sébastien Ogier. Nur wenige Sekunden dahinter lagen Citroën-Privatier Petter Solberg und Mini-Werksfahrer Daniel Sordo. Am Nachmittag legten Ogiers Verfolger an Tempo zu und es entstand ein enger Dreikampf an der Spitze. Sordo erzielte auf WP6 – zeitgleich mit Petter Solberg – die erste Bestzeit für das neue Mini-WRC-Team. Auf der langen WP7 setzte Petter Solberg die alleinige Bestzeit. Er holte 7,6 Sekunden auf Ogier heraus, der mit Vibrationen an den Bremsen zu kämpfen hatte, und übernahm so die Führung in der Gesamtwertung. Unterdessen fiel Mads Østberg infolge eines Reifenschadens zurück. Mit der Bestzeit auf WP8, als letzte Wertungsprüfung des Tages, wechselte die Führung an Daniel Sordo. Erstmals führte nun der neue Mini eine WRC-Rallye an. Die drei Spitzenreiter lagen am Tagesende innerhalb von nur 2,8 Sekunden.

### 2. Tag  (Samstag, 1. Oktober)
Am Vormittag des zweiten Tages setzte sich der Dreikampf um die Führung zunächst fort. Petter Solberg, der sich auf WP10 mit einer Bestzeit noch die Gesamtführung zurückgeholt hatte, erlitt auf der folgenden WP11 einen Reifenschaden. Er verlor dadurch rund 40 Sekunden, sodass er nicht mehr in den Kampf um den Sieg eingreifen konnte. Sébastien Ogier hatte nun wieder die Führung inne, ehe er sie auf WP12 knapp an Dani Sordo verlor. Sordo nahm einen Vorsprung von 0,2 Sekunden auf Ogier mit in die Mittagspause. Am Nachmittag holte Ogier sich die Führung auf WP13 zurück. Der zweite Mini-Werkspilot Kris Meeke, der sich bis dahin ein Duell mit Latvala um Platz vier geliefert hatte, kam auf dieser Prüfung in einer schnellen Rechtskurve von der Straße ab und prallte gegen einen Baumstumpf. Die Rallye war damit für ihn beendet. Ogier erzielte auf den übrigen Wertungsprüfung noch drei weitere Bestzeiten und baute seinen Vorsprung auf Sordo bis zum Tagesende auf 9,5 Sekunden aus.

### 3. Tag (Sonntag, 2. Oktober)
Zu Beginn des dritten Tages schied der zuvor siebtplatzierte Mini-Privatier Armindo Araújo nach einem Mauerkontakt auf WP18 aus. Sordo entschied sich im Gegensatz zu Ogier für die weiche Reifenmischung. Er machte damit, bei kühlen, nebligen Bedingungen, anfangs leicht an Boden gut und hatte nach den ersten zwei Wertungsprüfungen seinen Rückstand auf 4,9 Sekunden reduziert. Anschließend bauten bei den höheren Temperaturen seine Reifen ab und er kam nicht mehr näher an Ogier heran. Die schnellsten Zeiten fuhr inzwischen Latvala, der allmählich auf Petter Solberg aufschloss. Doch auf WP22 befolgte Latvala eine Stallorder und handelte sich absichtlich zwei Strafminuten ein. Dadurch fiel er hinter seinen in der Meisterschaft besser positionierten Teamkollegen Hirvonen zurück. Die Bonuspunkte auf der abschließenden Power Stage sicherten sich Latvala, Sordo und Ogier. Ogier errang den Gesamtsieg mit einem Vorsprung von 6,3 Sekunden auf Sordo, der damit das bis zu diesem Zeitpunkt beste Ergebnis für das Mini-WRC-Team einfuhr. Petter Solberg erreichte das Ziel als Drittschnellster. Jedoch wurde er nachträglich disqualifiziert, da sein Fahrzeug vier Kilogramm unter dem vom Reglement vorgeschriebenen Mindestgewicht von 1200 kg lag. Dadurch rückten alle zunächst hinter ihm platzierten Fahrer eine Position nach vorne, neuer Dritter war nun Hirvonen. Eine starke Rallye fuhr auch Ford-Privatier Dennis Kuipers, der mit Platz fünf sein bisher bestes Resultat und zudem die beste Platzierung eines Niederländers in der Geschichte der WRC erzielte. Während Ken Block zu seinen ersten WM-Punkten in der Saison 2011 kam, fuhr Pierre Campana mit dem FFSA-Mini seine ersten WRC-Punkte überhaupt ein. Einen überlegenen SWRC-Sieg errang Ott Tänak, in der WRC Academy siegte Alastair Fisher. Insgesamt wurden 34 Teilnehmer gewertet.
In der Meisterschaft waren die drei erstplatzierten Fahrer, nach dieser Rallye, zusammen gerückt. Da der WM-Führende Loeb wegen des Unfalls leer ausging in Frankreich, konnten seine Verfolger Hirvonen und Ogier aufschließen. Hirvonen war nun punktegleich mit Loeb, Ogier trennten nur noch drei Punkte von der Spitze.

## Klassifikationen

### Endresultat
| Rang        | Fahrer              | Beifahrer            | Auto                       | Zeit      | Rückstand | Punkte + Power-Stage |
| WRC         | WRC                 | WRC                  | WRC                        | WRC       | WRC       | WRC                  |
| ----------- | ------------------- | -------------------- | -------------------------- | --------- | --------- | -------------------- |
| 1           | Sébastien Ogier     | Julien Ingrassia     | Citroën DS3 WRC            | 3:06:20.4 | 00:00.0   | 25 + 1               |
| 2           | Daniel Sordo        | Carlos del Barrio    | Mini John Cooper Works WRC | 3:06:26.7 | 00:06,3   | 18 + 2               |
| DSQ         | Petter Solberg      | Chris Patterson      | Citroën DS3 WRC            | 3:07:44.2 | 01:23.8   | –                    |
| 3           | Mikko Hirvonen      | Jarmo Lehtinen       | Ford Fiesta RS WRC         | 3:09:47.0 | 03:26.6   | 15                   |
| 4           | Jari-Matti Latvala  | Miikka Anttila       | Ford Fiesta RS WRC         | 3:09:50.7 | 03:30.3   | 12 + 3               |
| 5           | Dennis Kuipers      | Frédéric Miclotte    | Ford Fiesta RS WRC         | 3:13:02.4 | 06:42.0   | 10                   |
| 6           | Henning Solberg     | Ilka Minor           | Ford Fiesta RS WRC         | 3:13:28.7 | 07:08.3   | 8                    |
| 7           | Mads Østberg        | Jonas Andersson      | Ford Fiesta RS WRC         | 3:14:18.7 | 07:58.3   | 6                    |
| 8           | Ken Block           | Alessandro Gelsomino | Ford Fiesta RS WRC         | 3:14:45.9 | 08:25.5   | 4                    |
| 9           | Pierre Campana      | Sabrina De Castelli  | Mini John Cooper Works WRC | 3:14:59.1 | 08:38.7   | 2                    |
| 10          | Matthew Wilson      | Scott Martin         | Ford Fiesta RS WRC         | 3:16:21.2 | 10:00.8   | 1                    |
| SWRC        |                     |                      |                            |           |           |                      |
| 1 (11)      | Ott Tänak           | Kuldar Sikk          | Ford Fiesta S2000          | 3:17:52.1 | 00:00.0   | 25                   |
| 2 (13)      | Eyvind Brynildsen   | Timo Alanne          | Škoda Fabia S2000          | 3:20:25.8 | 02:33.7   | 18                   |
| 3 (14)      | Martin Prokop       | Jan Tománek          | Ford Fiesta S2000          | 3:20:32.8 | 02:40.7   | 15                   |
| 4 (15)      | Bernando Sousa      | Paulo Babo           | Ford Fiesta S2000          | 3:22:27.0 | 04:34.9   | 12                   |
| 5 (26)      | Juho Hänninen       | Mikko Markkula       | Škoda Fabia S2000          | 3:49:21.6 | 31:29.5   | 10                   |
| 6 (27)      | Julien Maurin       | Olivier Ural         | Ford Fiesta S2000          | 3:49:26.1 | 31:34.0   | 8                    |
| WRC Academy |                     |                      |                            |           |           |                      |
| 1           | Alastair Fisher     | Daniel Barritt       | Ford Fiesta R2             | 3:06:01.5 | 00:00.0   | 25 + 3               |
| 2           | José Antonio Suárez | Cándido Carrera      | Ford Fiesta R2             | 3:06:42.0 | 00:40.5   | 18 + 1               |
| 3           | Yeray Lemes         | Rogelio Peñate       | Ford Fiesta R2             | 3:10:29.2 | 04:27.7   | 15 + 6               |
| 4           | Sepp Wiegand        | Claudia Harloff      | Ford Fiesta R2             | 3:12:23.2 | 06:21.7   | –                    |
| 5           | Molly Taylor        | Sebastian Marshall   | Ford Fiesta R2             | 3:24:06.0 | 18:04.5   | 10                   |
| 6           | Timo van der Marel  | Erwin Berkhof        | Ford Fiesta R2             | 3:36:39.3 | 30:37.8   | 8                    |
| 7           | Miko-Ove Niinemäe   | Timo Kasesalu        | Ford Fiesta R2             | 3:38:49.0 | 32:47.5   | 6                    |
| 8           | Fredrik Åhlin       | Bjorn Nilsson        | Ford Fiesta R2             | 3:42:34.7 | 36:33.2   | 4                    |

1. 1 2 3  Bonuspunkte für Platzierung auf der Power Stage.
2. ↑  Für die Wertung der WRC Academy wurden nur die ersten zwei Tage der Rallye berücksichtigt. Die Fahrer platzierten sich daher nicht in der Gesamtwertung.
3. 1 2 3  Bonuspunkte für WP-Bestzeiten innerhalb der Klasse WRC Academy.
4. ↑  Nicht punkteberechtigt.

### Wertungsprüfungen
| Tag                                     | WP                                      | Name            | Länge    | Start MESZ                         | Gewinner                         | Beifahrer                          | Auto                                       | Zeit    | Ø km/h          | Leader          |
| --------------------------------------- | --------------------------------------- | --------------- | -------- | ---------------------------------- | -------------------------------- | ---------------------------------- | ------------------------------------------ | ------- | --------------- | --------------- |
| Tag 1 (30. Sept.)                       | WP1                                     | Klevener 1      | 9,68 km  | 07:48                              | Sébastien Loeb                   | Daniel Elena                       | Citroën DS3 WRC                            | 05:41.7 | 101,98          | Sébastien Loeb  |
| Tag 1 (30. Sept.)                       | WP2                                     | Ungersberg 1    | 15,45 km | 08:14                              | Sébastien Ogier                  | Julien Ingrassia                   | Citroën DS3 WRC                            | 09:03.5 | 102,34          | Sébastien Loeb  |
| Tag 1 (30. Sept.)                       | WP3                                     | Pays d’Ormont 1 | 36,00 km | 09:19                              | Sébastien Ogier                  | Julien Ingrassia                   | Citroën DS3 WRC                            | 19:26.7 | 111,08          | Sébastien Ogier |
| Tag 1 (30. Sept.)                       | WP4                                     | Salm 1          | 13,06 km | 10:12                              | Jari-Matti Latvala               | Miikka Anttila                     | Ford Fiesta RS WRC                         | 07:03.1 | 111,12          | Sébastien Ogier |
| Tag 1 (30. Sept.)                       | Service Strasbourg, 12:07 Uhr (30 Min.) |                 |          |                                    |                                  |                                    |                                            |         |                 | Sébastien Ogier |
| Tag 1 (30. Sept.)                       | WP5                                     | Klevener 2      | 9,68 km  | 13:23                              | Sébastien Ogier                  | Julien Ingrassia                   | Citroën DS3 WRC                            | 05:42.7 | 101,69          | Sébastien Ogier |
| Tag 1 (30. Sept.)                       | WP6                                     | Ungersberg 2    | 15,45 km | 13:49                              | Daniel Sordo Petter Solberg      | Carlos del Barrio Chris Patterson  | Mini John Cooper Works WRC Citroën DS3 WRC | 09:04.9 | 102,07          | Sébastien Ogier |
| Tag 1 (30. Sept.)                       | WP7                                     | Pays d’Ormont 2 | 36,00 km | 14:54                              | Petter Solberg                   | Chris Patterson                    | Citroën DS3 WRC                            | 19:33.4 | 110,45          | Petter Solberg  |
| Tag 1 (30. Sept.)                       | WP8                                     | Salm 2          | 13,06 km | 15:47                              | Daniel Sordo                     | Carlos del Barrio                  | Mini John Cooper Works WRC                 | 07:03.8 | 110,94          | Daniel Sordo    |
| Tag 1 (30. Sept.)                       | Service Strasbourg, 17:20 Uhr (45 Min.) |                 |          |                                    |                                  |                                    |                                            |         |                 | Daniel Sordo    |
| Tag 2 (1. Okt.)                         |                                         |                 |          |                                    |                                  |                                    |                                            |         |                 |                 |
| Service Strasbourg, 06:45 Uhr (15 Min.) |                                         |                 |          |                                    |                                  |                                    |                                            |         |                 |                 |
| WP9                                     | Hohlandsbourg 1                         | 9,87 km         | 08:23    | Sébastien Ogier                    | Julien Ingrassia                 | Citroën DS3 WRC                    | 05:19,6                                    | 111,18  |                 |                 |
| WP10                                    | Firstplan 1                             | 16,50 km        | 08:41    | Petter Solberg                     | Chris Patterson                  | Citroën DS3 WRC                    | 08:18.0                                    | 119,28  | Petter Solberg  |                 |
| WP11                                    | Vallée de Munster 1                     | 22,26 km        | 09:10    | Sébastien Ogier                    | Julien Ingrassia                 | Citroën DS3 WRC                    | 11:15.0                                    | 118,72  | Sébastien Ogier |                 |
| WP12                                    | Grand Ballon 1                          | 24,02 km        | 10:33    | Daniel Sordo                       | Carlos del Barrio                | Mini John Cooper Works WRC         | 13:28.1                                    | 107,01  | Daniel Sordo    |                 |
| Service Strasbourg, 12:21 Uhr (15 Min.) |                                         |                 |          |                                    |                                  |                                    |                                            |         | Daniel Sordo    |                 |
| WP13                                    | Hohlandsbourg 2                         | 9,87 km         | 13:02    | Petter Solberg Sébastien Ogier     | Chris Patterson Julien Ingrassia | Citroën DS3 WRC                    | 05:24.4                                    | 109,53  | Sébastien Ogier |                 |
| WP14                                    | Firstplan 2                             | 16,50 km        | 13:20    | Sébastien Ogier                    | Julien Ingrassia                 | Citroën DS3 WRC                    | 08:16.3                                    | 119,69  | Sébastien Ogier |                 |
| WP15                                    | Vallée de Munster 2                     | 22,26 km        | 13:49    | Sébastien Ogier                    | Julien Ingrassia                 | Citroën DS3 WRC                    | 11:17.6                                    | 118,26  | Sébastien Ogier |                 |
| WP16                                    | Grand Ballon 2                          | 24,02 km        | 15:12    | Jari-Matti Latvala                 | Miikka Anttila                   | Ford Fiesta RS WRC                 | 13:31.5                                    | 106,56  | Sébastien Ogier |                 |
| WP17                                    | Mulhouse                                | 3,09 km         | 16:56    | Sébastien Ogier                    | Julien Ingrassia                 | Citroën DS3 WRC                    | 02:21.9                                    | 78,39   | Sébastien Ogier |                 |
| Service Strasbourg, 18:39 Uhr (45 Min.) |                                         |                 |          |                                    |                                  |                                    |                                            |         | Sébastien Ogier |                 |
| Tag 3 (2. Okt.)                         |                                         |                 |          |                                    |                                  |                                    |                                            |         | Sébastien Ogier |                 |
| Service Strasbourg, 06:20 Uhr (15 Min.) |                                         |                 |          |                                    |                                  |                                    |                                            |         | Sébastien Ogier |                 |
| WP18                                    | Gravière de Bischwiller 1               | 5,52 km         | 07:18    | Jari-Matti Latvala                 | Miikka Anttila                   | Ford Fiesta RS WRC                 | 02:51.0                                    | 116,21  | Sébastien Ogier |                 |
| WP19                                    | Vignoble de Cleebourg 1                 | 10,61 km        | 08:27    | Daniel Sordo                       | Carlos del Barrio                | Mini John Cooper Works WRC         | 05:54.6                                    | 107,72  | Sébastien Ogier |                 |
| WP20                                    | Haguenau 1                              | 4,20 km         | 09:48    | Jari-Matti Latvala                 | Miikka Anttila                   | Ford Fiesta RS WRC                 | 03:11.6                                    | 78,91   | Sébastien Ogier |                 |
| WP21                                    | Gravière de Bischwiller 2               | 5,52 km         | 10:18    | Jari-Matti Latvala                 | Miikka Anttila                   | Ford Fiesta RS WRC                 | 02:47.2                                    | 118,85  | Sébastien Ogier |                 |
| WP22                                    | Vignoble de Cleebourg 2                 | 10,61 km        | 11:27    | Jari-Matti Latvala Sébastien Ogier | Miikka Anttila Julien Ingrassia  | Ford Fiesta RS WRC Citroën DS3 WRC | 05:50.3                                    | 109,04  | Sébastien Ogier |                 |
| WP23                                    | Haguenau 2                              | 4,20 km         | 13:08    | Jari-Matti Latvala                 | Miikka Anttila                   | Ford Fiesta RS WRC                 | 03:09.4                                    | 79,83   | Sébastien Ogier |                 |
| Service Strasbourg, 14:21 Uhr (10 Min.) |                                         |                 |          |                                    |                                  |                                    |                                            |         | Sébastien Ogier |                 |

### Gewinner Wertungsprüfungen
| WP                                 | Anzahl | Fahrer             | Auto                       |
| ---------------------------------- | ------ | ------------------ | -------------------------- |
| 2, 3, 5, 9, 11, 13, 14, 15, 17, 22 | 10     | Sébastien Ogier    | Citroën DS3 WRC            |
| 4, 16, 18, 20, 21, 22, 23          | 7      | Jari-Matti Latvala | Ford Fiesta RS WRC         |
| 6, 7, 10, 13                       | 4      | Petter Solberg     | Citroën DS3 WRC            |
| 6, 8, 12, 19                       | 4      | Dani Sordo         | Mini John Cooper Works WRC |
| 1                                  | 1      | Sébastien Loeb     | Citroën DS3 WRC            |

### Fahrer-WM nach der Rallye
| Pos. | Fahrer             | Punkte |
| ---- | ------------------ | ------ |
| 1    | Sébastien Loeb     | 196    |
| 2    | Mikko Hirvonen     | 196    |
| 3    | Sébastien Ogier    | 193    |
| 4    | Jari-Matti Latvala | 131    |
| 5    | Petter Solberg     | 110    |

### Team-Weltmeisterschaft
| Pos. | Team               | Punkte |
| ---- | ------------------ | ------ |
| 1    | Citroën WRT        | 372    |
| 2    | Ford WRT           | 318    |
| 3    | Stobart WRT        | 133    |
| 4    | Petter Solberg WRT | 98     |